# 内阁首席部长
阿根廷国家内阁首席部长（西班牙語：Jefe de Gabinete de Ministros de la Nación Argentina；JGM），通称内阁首席部长（西班牙語：Jefe de Gabinete），是阿根廷政府内的内阁职务，监督政府的日常行政管理并在国会代表国家行政机关。该职务于阿根廷宪法1994年宪法改革中设立。
内阁首席部长并非总理，因为在阿根廷总统民主中，政府首脑的角色被赋予了总统。然而，根据宪法，内阁首席部长仍然有义务在国会面前说明政府政策的总体进程，并且国会两院以不信任动议来罢免。
现任内阁首席部长为尼古拉斯·波塞，于2023年12月10日向总统哈维尔·米莱宣誓就职。

## 历史
内阁首席部长的职务由1994年阿根廷宪法修正案引入到阿根廷宪法。是当时阿根廷最大的两个政党，正义党和激进公民联盟斡旋的协议的一部分，现在该协议被称为奥利沃斯条约。时任总统劳尔·阿方辛领导的激进公民联盟试图减少总统的重要政治权力并转向议会制。最后，改革后阿根廷政治制度的总体性质仍然是总统制，而内阁首席部长更像是总统的延伸，国家元首可以向其委派一定数量的职责，同时根据宪法也有义务向国会报告。
首任内阁首席部长为爱德华多·鲍扎，1995年7月8日由卡洛斯·梅内姆总统任命。

## 职权
阿根廷宪法第100条和第101条规定了内阁首席部长的职权。其职权与协调其他部长的工作、或者与行政机关和阿根廷国会之间充当中介有关。
宪法赋予内阁首席部长的职能包括：
- 行使国家行政权，协调和筹备内阁会议
- 收集国家税收
- 执行国家预算法，履行国家总统赋予的职责

### 职能
根据第22,520号法《部门法》，其职能为“行使国家行政权并协助国家总统的政治领导”和“根据国家宪法赋予的权力，协调国家行政机关与国会两院，寻求上述关系的最大流动性”。

## 组织架构
目前的组织基本结构如下：
- 综合毒品政策秘书处（西班牙语：Secretaría de Políticas Integrales sobre Drogas）[12]
- 议会、机构和民间社会关系秘书处（Secretaría de Relaciones Parlamentarias, Institucionales y con la Sociedad Civil）[13]
- 公共行政与就业秘书处（Secretaría de Gestión y Empleo Público）[14]
  - 国家公共行政研究所（西班牙语：Instituto Nacional de la Administración Pública (Argentina)）
- 内阁顾问单位（Unidad Gabinete de Asesores）
- 行政协调秘书处（Secretaría de Coordinación Administrativa）
- 公共媒体与传播秘书处（Secretaría de Medios y Comunicación Pública）
- 公共创新秘书处（Secretaría de Innovación Pública）
- 预算评估、公共投资和公私参与秘书处（Secretaría de Evaluación Presupuestaria, Inversión Pública y Participación Público Privada）

## 总部
内阁首席部长的办公地为索米萨大楼（正式名称为“卡斯蒂内拉斯中将”大楼），这曾是阿根廷钢铁合资企业（SOMISA）前总部。1993年SOMISA私有化后，该建筑被国家政府收购，用作新设立的内阁首席部长办公地。
该建筑由马里奥·罗伯特·阿尔瓦雷斯以现代主义风格设计，建于1966年至1977年，是阿根廷第一座完全由3毫米钢板制成并完全焊接的建筑。位于布宜诺斯艾利斯蒙塞拉特区胡利奥·阿根蒂诺·罗卡总统大道。

## 历任内阁首席部长
| #  | 图像                             | 名称 （Lifespan）                        | 任期           | 任期           | 政党 | 政党         | 总统                   | 总统                |
| -- | -------------------------------- | ---------------------------------------- | -------------- | -------------- | ---- | ------------ | ---------------------- | ------------------- |
| 1  |                                  | 爱德华多·鲍扎 (1939–2019)                | 1995年7月8日   | 1996年6月5日   |      | 正义党       |                        | 卡洛斯·梅内姆       |
| 2  |                                  | 豪尔赫·阿尔韦托·罗德里格斯 （1944年）    | 1996年6月5日   | 1999年12月10日 |      | 正义党       |                        | 卡洛斯·梅内姆       |
| 3  |                                  | 鲁道夫·泰拉格诺 （1943年）               | 1999年12月10日 | 2000年10月6日  |      | 激进公民联盟 |                        | 费尔南多·德拉鲁阿   |
| 4  |                                  | 克里斯蒂安·科伦坡 （1952年）             | 2000年10月6日  | 2001年12月20日 |      | 激进公民联盟 |                        | 费尔南多·德拉鲁阿   |
| 5  |                                  | 温贝托·斯基亚沃尼 （1958年）             | 2001年12月20日 | 2001年12月23日 |      | 正义党       |                        | 拉蒙·普埃尔塔       |
| 6  |                                  | 豪尔赫·奥贝德 （1947年–2014年）          | 2001年12月23日 | 2001年12月30日 |      | 正义党       | 阿道弗·罗德里格斯·萨阿 |                     |
| 7  |                                  | 安东尼奥·卡菲罗 （1922年–2014年）        | 2001年12月30日 | 2002年1月2日   |      | 正义党       | 爱德华多·卡马尼奥      |                     |
| 8  |                                  | 豪尔赫·卡皮塔尼奇 （1964年）             | 2002年1月2日   | 2002年5月3日   |      | 正义党       | 爱德华多·杜阿尔德      |                     |
| 9  |                                  | 阿尔弗雷多·阿塔纳索夫 （1949年）         | 2002年5月3日   | 2003年5月25日  |      | 正义党       | 爱德华多·杜阿尔德      |                     |
| 10 |                                  | 阿尔韦托·费尔南德斯 （1959年）           | 2003年5月25日  | 2008年7月23日  |      | 正义党       | 内斯托尔·基什内尔      |                     |
| 10 | 克里斯蒂娜·费尔南德斯·德基什内尔 | 阿尔韦托·费尔南德斯 （1959年）           | 2003年5月25日  | 2008年7月23日  |      | 正义党       |                        |                     |
| 11 |                                  | 塞尔吉奥·马萨 （1972年）                 | 2008年7月23日  | 2009年7月7日   |      | 正义党       |                        |                     |
| 12 |                                  | 阿尼巴尔·费尔南德斯 （1957年）           | 2009年7月7日   | 2011年12月10日 |      | 正义党       |                        |                     |
| 13 |                                  | 小胡安·曼努埃尔·阿巴尔·梅迪纳 （1968年） | 2011年12月10日 | 2013年12月20日 |      | 正义党       |                        |                     |
| 14 |                                  | 豪尔赫·卡皮塔尼奇 （1964年）             | 2013年12月20日 | 2015年2月26日  |      | 正义党       |                        |                     |
| 15 |                                  | 阿尼巴尔·费尔南德斯 （1957年）           | 2015年2月26日  | 2015年12月10日 |      | 正义党       |                        |                     |
| 16 |                                  | 马科斯·佩纳 （1977年）                   | 2015年12月10日 | 2019年12月10日 |      | 共和国方案   |                        | 毛里西奧·馬克里     |
| 17 |                                  | 圣地亚哥·卡菲耶罗 （1979年）             | 2019年12月10日 | 2021年9月20日  |      | 正义党       |                        | 阿尔韦托·费尔南德斯 |
| 18 |                                  | 胡安·曼苏尔 （1969年）                   | 2021年9月20日  | 2023年2月15日  |      | 正义党       |                        | 阿尔韦托·费尔南德斯 |
| 19 |                                  | 阿古斯丁·罗西 (1959年)                   | 2023年2月15日  | 2023年12月10日 |      | 正义党       |                        | 阿尔韦托·费尔南德斯 |
| 20 |                                  | 尼古拉斯·波塞 （1965年）                 | 2023年12月10日 | 现任           |      | 无党籍       |                        | 哈维尔·米莱         |